# 丸山熊雄
丸山 熊雄（まるやま くまお、1907年6月2日 - 1984年1月4日）は、日本のフランス文学者、翻訳家。学習院大学名誉教授。

## 人物・来歴
旧制福岡高等学校を経て東京帝国大学文学部仏蘭西文学科卒業後、フランスに留学。留学中の友人に岡本太郎がおり、横光利一の通訳などもつとめている。妻の山崎明子もパリ時代に一緒であった。国民精神文化研究所の「思想対策に関する調査」の嘱託員も務めた。
帰国後、ヴォルテールの邦訳紹介を行うかたわら、白秋ゆかりのアルスから悪名高い『戦争文学論』を公刊。これはホメーロスや『ロランの歌』、タッソーの『解放されたエルサレム』などといった戦争をテーマとする叙事詩の中に文学の本質を見ようとするものであるが、一般読者には戦争礼賛、ナチス支持の文脈の中で受け取られたので、戦後しばらくは隠棲に近い生活を余儀なくされることとなった。そこで「翻訳の職人に徹する」ことをこころざし、モーパッサンや「ダルタニャン物語」の翻訳などをおこなう。
その後、鈴木力衛の誘いで学習院大学に迎えられ、東京大学教養学部でも教鞭を取るようになるが、赴任当初は上述の政治的な理由から、反発を感じた学生も多かった。

## 著書
- 『文学戦争』（映画文化研究所、戦争文化叢書 ; 第6輯） 1939
- 『戦争文学論』（アルス） 1940
- 『一九三〇年代のパリと私』（鎌倉書房） 1986.12

## 共編著
- 『フランス語学文庫 第11 作文』（松原秀治共編、白水社） 1956
- 『新フランス語入門』（前田陽一共著、岩波書店） 1957
- 『フランス文学読本 十九世紀』（第三書房） 1957.3

## 翻訳
- 『英雄交響曲 チャールス十二世』（ヴォルテール、白水社） 1942
- 『頸飾り』（モーパッサン、太虚堂書房） 1948
- 『モーパッサン選集 第3巻』（モーパッサン、太虚堂書房） 1948
- 『モーパッサン選集 第4巻』（モーパッサン、太虚堂書房） 1948
- 『ロンドリ姉妹 / 従卒』（モオパッサン、三笠文庫） 1952、のち角川文庫
- 『森の中 / 秘伝』（モーパッサン、三笠文庫） 1952
- 『ダルタニヤン物語 三銃士・三部作全集』第1 - 第6（アレクサンドル・デューマ、鈴木力衛,笹森猛正共訳、大日本雄弁会講談社） 1952
- 『脂肪の塊り』（モーパッサン、角川文庫） 1954
- 『初雪』（モーパッサン、角川書店） 1957
- 『ルイ十四世の世紀』第1 － 第4（ヴォルテール、岩波文庫） 1958 - 1983